# ختم إمبراطوري لمانشوكو

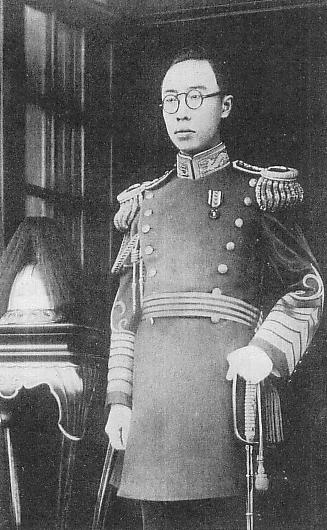
الإمبراطور بوئي, إمبراطور مانشوريا.

الختم الإمبراطوري لإمبراطور مانشوكو ( (بالصينية: 蘭花御紋徽) Imperial Seal of the Emperor of Manchukuo كان تصميم شجري يشبه زهرة الأوركيد ( Cymbidium goeringii )، مع خمسة فروع من نبات الذرة الرفيعة بين بتلات الأوركيد الخمس. وكان لونه أصفر بالكامل. كان التصميم مستوحى من زهرة سيمبيديوم جورينجي [الإنجليزية]، الزهرة المفضلة لدى إمبراطور مانشوكو. كان الذرة الرفيعة هي الغذاء الأساسي في مانشوكو وأضيفت كجزء من التصميم.

## اعتماد الختم
تم اعتماد الختم الإمبراطوري في 25 أبريل 1934. وقد ظهرت أيضا على العلم الشخصي للإمبراطور مانشوكو.

## معرض الصور

علم إمبراطور مانشوكو
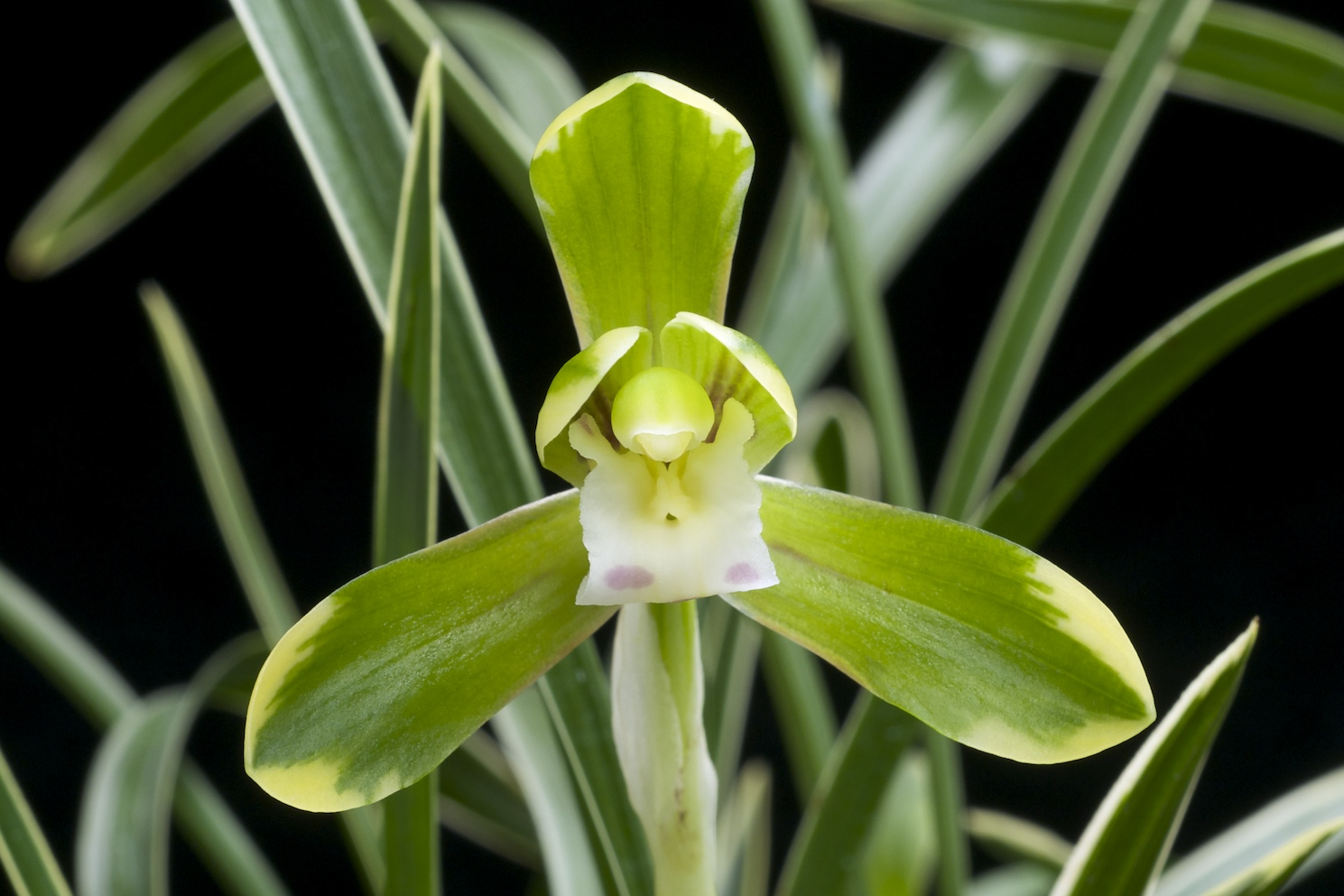
سيمبيديوم جورينجي
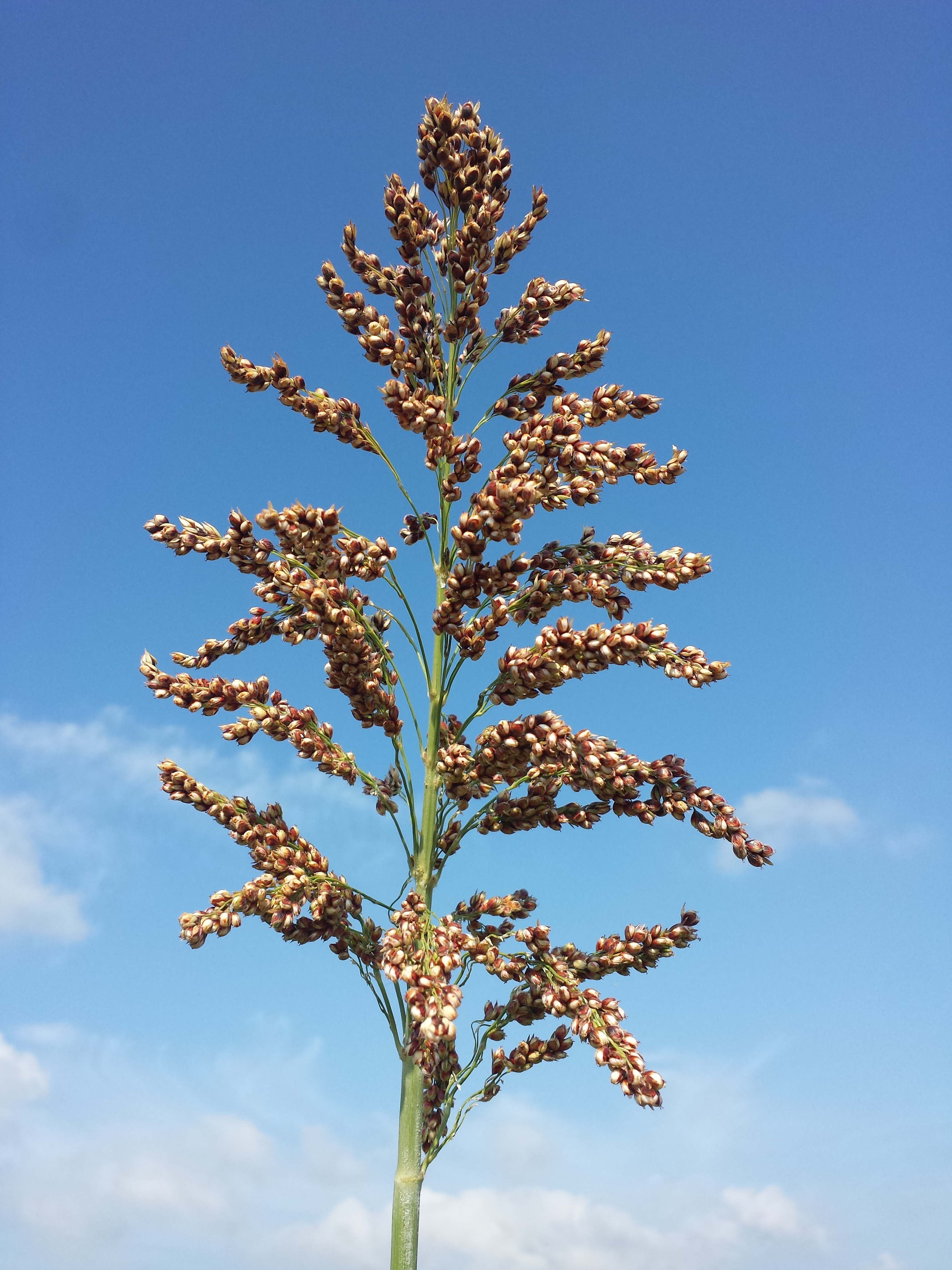
أغصان الذرة الرفيعة